# Pedro Santana (Repubblica Dominicana)
Pedro Santana è un comune della Repubblica Dominicana di 7.843 abitanti, situato nella Provincia di Elías Piña. Comprende, oltre al capoluogo, un distretto municipale: Río Limpio.